# Troy Stradford
Troy Edwin Stradford (Elizabeth, 11 settembre 1964) è un ex giocatore di football americano statunitense che ha giocato nel ruolo di running back nella National Football League (NFL). Fu scelto nel corso del quarto giro (99º assoluto) del Draft NFL 1987 dai Miami Dolphins. All'università ha giocato a football al Boston College.

## Carriera
Stradford fu scelto nel corso del quarto giro del Draft 1987 dai Miami Dolphins. La sua migliore stagione da professionista fu la prima, in cui corse 619 yard, segnò 6 touchdown su corsa e uno su ricezione, venendo premiato come rookie offensivo dell'anno. Nel resto della carriera non corse mai più di 335 yard in una stagione. Terminò la sua esperienza dopo avere militato anche nelle file di Kansas City Chiefs (1991), Los Angeles Rams (1992) e Detroit Lions (1992).

## Palmarès
- Rookie offensivo dell'anno - 1987
- PFWA All-Rookie Team - 1987

## Statistiche
| Yard su corsa      | 1.380 |
| Touchdown su corsa | 10    |